# Dornheim (Hessen)
Dornheim ist ein Stadtteil der südhessischen Kreisstadt Groß-Gerau. 

## Geographie
Dornheim liegt rund 4 km südlich der Kernstadt von Groß-Gerau im Hessischen Ried. Dornheim hat eine eigene Gemarkung.
Aktuelle und historische Siedlungsplätze in der Gemarkung
Quelle: Historisches Ortslexikon
- Hof Am Felsenkeller[4]
- Wüstung Breitenbach[5]
- Wüstung Himmenhausen[6]
- Riedhäuserhof[7]

## Geschichte

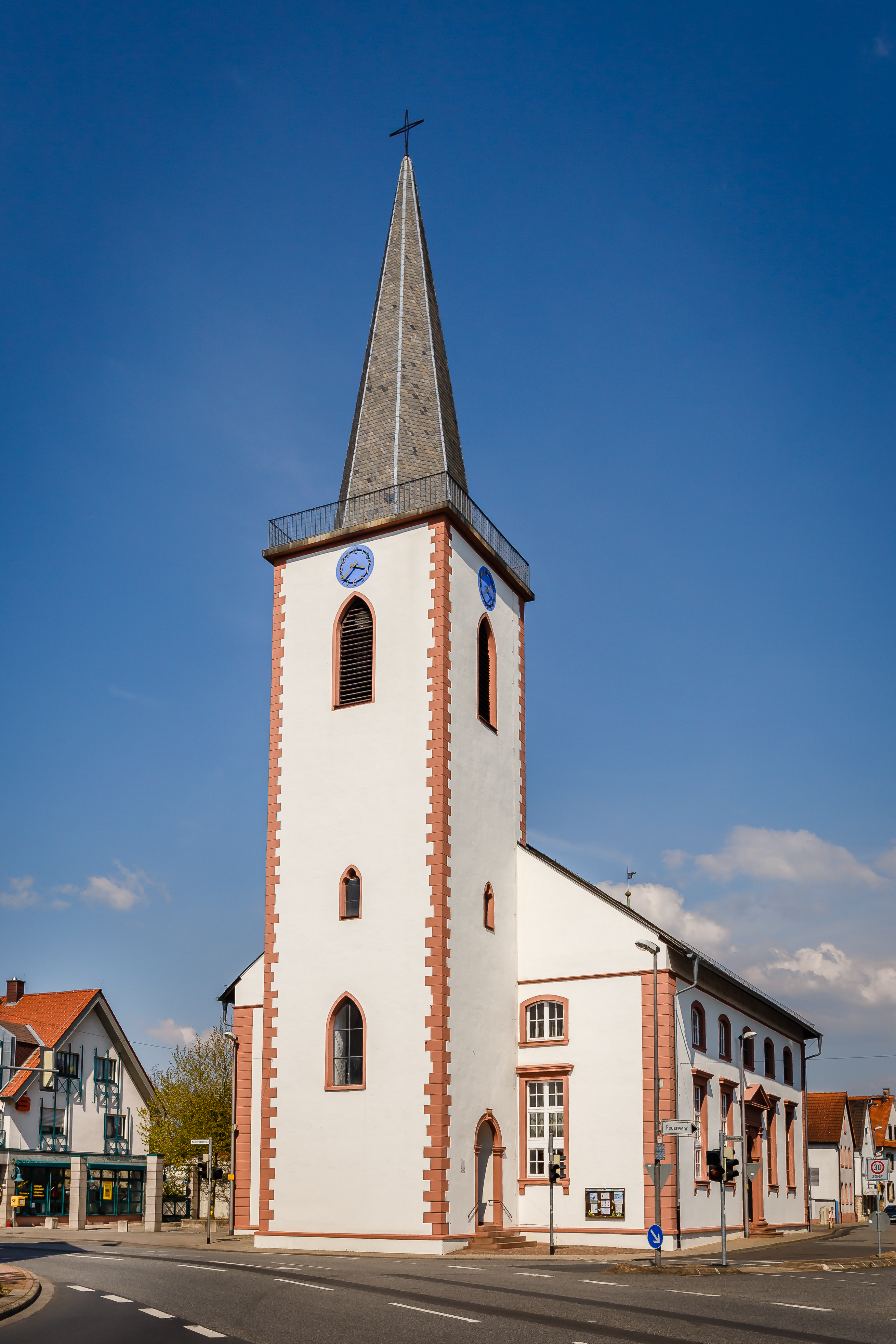
Ev. Kirche „St. Michael“ im Ortskern (2016)

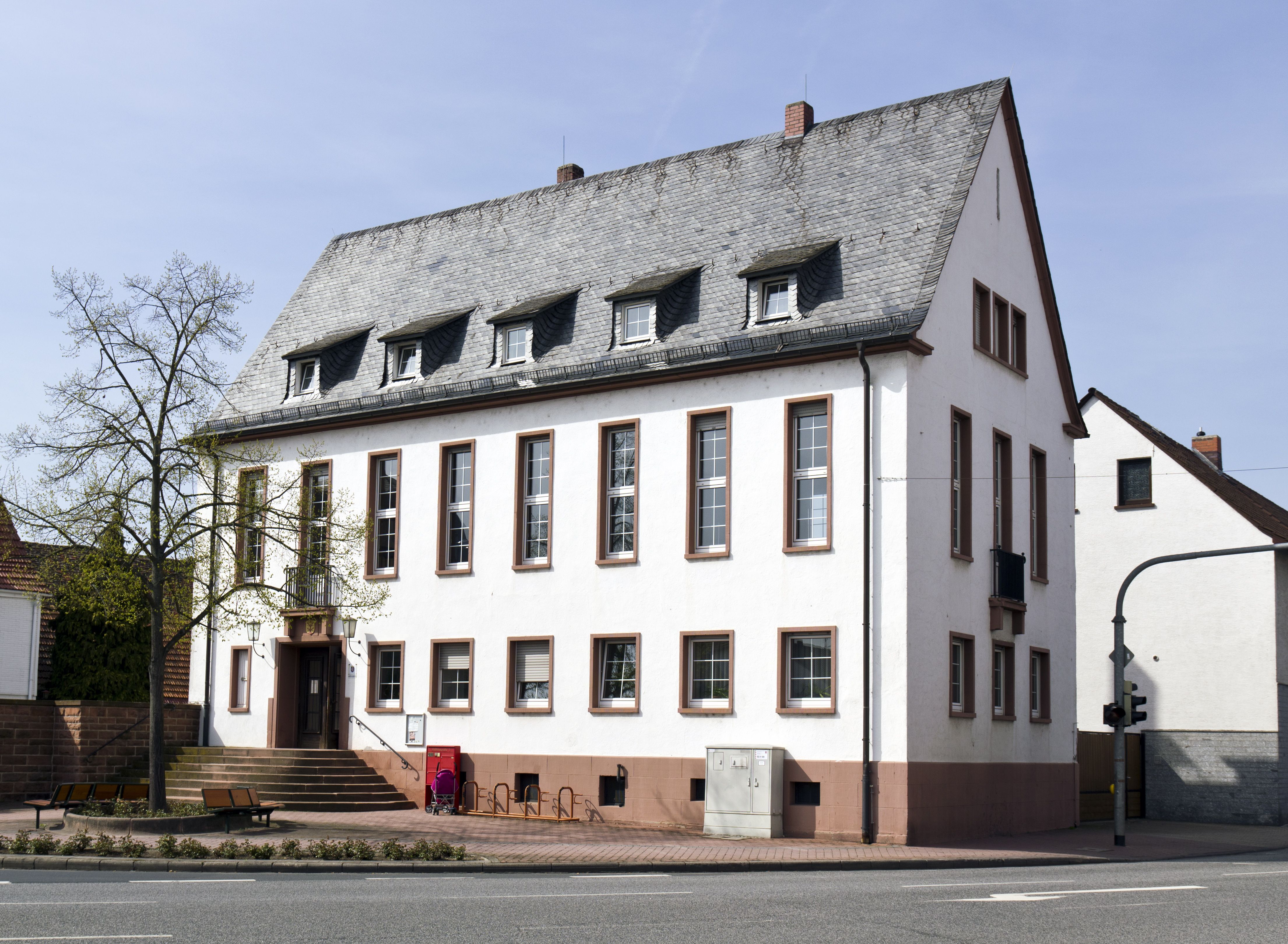
Altes Dornheimer Rathaus

Denkmalgeschützte Alte Schule

Dornheimer Gänsehirte an der Alten Schule

### Mittelalter
Die älteste erhaltene Erwähnung von Dornheim – als Thornheim – findet sich im Jahr 779 im Lorscher Codex: Eine Uoda schenkte ihr ererbtes Gut in Dornheim und weiteren Orten zu ihrem Seelenheil dem Kloster Lorsch.
In historischen Unterlagen findet sich Dornheim in den folgenden Jahrhunderten unter anderem mit den Schreibungen: Thorheimono, in terminis (818), Dornheim, villa (1184), Dornheym (1327) und Dornheim (1327).
Das in der Gemarkung sehr begüterte Kloster Eberbach unterhielt in Dornheim einen großen Wirtschaftshof, den 1159 als Villa Rihusen erwähnten Riedhäuserhof. Als weitere Grundbesitzer in Dornheim werden die Grafen von Katzenelnbogen, Kurmainz und Kurpfalz genannt.
Dornheimer Ortsadel ist seit dem 12. Jahrhundert bekannt. Bis zur Verpfändung an Graf Diether V. von Katzenelnbogen durch Wilhelm von Holland 1249 war Dornheim Reichsdorf; die Bewohner waren von Frondiensten befreit.
1479 starben die Grafen von Katzenelnbogen aus. Erben waren die Landgrafen von Hessen.

### Frühe Neuzeit
Das erste Gerichtssiegel, später Vorlage für das Wappen, wurde 1543 eingeführt.
Bei der Teilung der Landgrafschaft Hessen unter den Erben Philipp des Großmütigen 1567 gelangte Dornheim an die Landgrafschaft Hessen-Darmstadt. Noch deren erster Regent, Georg I., veranlasste, dass die von seinem Kanzler Johann Kleinschmidt zusammengestellte Sammlung Landrecht der Obergrafschaft Katzenelnbogen dort rechtsverbindlich wurde. Sie galt in Dornheim als Partikularrecht, subsidiär ergänzt um das Gemeine Recht, bis ans Ende des 19. Jahrhunderts. Erst das Bürgerliche Gesetzbuch, das einheitlich im ganzen Deutschen Reich galt, setzte zum 1. Januar 1900 das alte Partikularrecht außer Kraft.
Die Statistisch-topographisch-historische Beschreibung des Großherzogthums Hessen berichtet 1829 über Dornheim:

„Dornheim (L. Bez. Dornberg) luth. Pfarrdorf; liegt am alten Nekarbett, 3⁄4 St. von Dornberg, hat eine schöne Kirche, 138 Häuser und 932 Einw. die bis auf 5 Kath., 7 Mennoniten und 53 Juden alle lutherisch sind. Hier finden sich Torfgräbereien. – Dornheim war früher ein Reichsdorf, das König Wilhelm 1248 dem Grafen Diether von Katzenellenbogen verpfändete, welche Pfandschaft auch nicht wieder ausgelößt wurde. Die Pfarrei hat vermuthlich den alten Wetterauischen Grafen von Nuringen ihren Ursprung zu danken. Vor der Reformation hatte Dornheim 2 Kirchen. Die Hauptkirche lag vor dem Ort und brannte, durch einen Wetterstrahl angezündet, ab. Die andere lag im Ort und wurde nach dem Brand der ersteren, zur Hauptkirche erhoben. Im Jahr 1597 wurde an ihre Stelle eine größere erbaut.“

### 20. Jahrhundert
Zeit des Nationalsozialismus

Während der Reichspogromnacht und in den Folgetagen wurde die 1863 erbaute Synagoge in der Dornheimer Rheinstraße vollständig zerstört. Heute erinnert ein Steinblock an den ehemaligen Standort der Synagoge. Dieser trägt die Inschrift:
An dieser Stelle stand die Dornheimer Synagoge.
1863 erbaut wurde sie 1938 unwürdig und frevelhaft zerstört.
Wir gedenken der Opfer von Willkür und Unrecht.
Die Kreisstadt Gross-Gerau

### Verfassung

#### Amts-System vor 1821
In der frühen Neuzeit waren auf unterster Ebene die Funktionen von Verwaltung und Rechtsprechung im „Amt“ vereinigt, so auch im Amt Dornberg, das bis 1821 bestand.
1806 wurde die Landgrafschaft Hessen-Darmstadt zum Großherzogtum Hessen. Hier lag Dornheim in der Provinz Starkenburg. Im Zuge der Verwaltungsreform von 1821 wurden die alten Ämter aufgelöst. Für die Verwaltungsaufgaben auf der unteren Ebene wurden Landratsbezirke und für die erstinstanzliche Rechtsprechung Landgerichte eingerichtet.

#### Verwaltung nach 1821
Für die übergeordnete Verwaltung in Dornheim war nun der Landratsbezirk Dornberg zuständig. 1832 wurden die Verwaltungseinheiten im Großherzogtum weiter vergrößert und Kreise geschaffen. Dadurch gelangte Dornheim in den Kreis Groß-Gerau. Die Provinzen, die Kreise und die Landratsbezirke des Großherzogtums wurden am 31. Juli 1848 abgeschafft und durch Regierungsbezirke ersetzt, was jedoch bereits am 12. Mai 1852 wieder rückgängig gemacht wurde. Dadurch gehörte Dornheim zwischen 1848 und 1852 zum Regierungsbezirk Darmstadt, bevor wieder der Kreis Groß-Gerau für die übergeordnete Verwaltung zuständig war. Dort verblieb der Ort durch alle weiteren Verwaltungsreformen bis heute.
Hessische Gebietsreform (1970–1977)
Im Zuge der Gebietsreform in Hessen wurden die Gemeinden Dornheim, Wallerstädten und Groß-Gerau zum 1. Januar 1977 kraft Landesgesetz zur neuen Stadt Groß-Gerau zusammengeschlossen. Ortsbezirke wurden nicht gebildet.

#### Gerichtsreformen
In der Landgrafschaft Hessen-Darmstadt wurde mit Ausführungsverordnung vom 9. Dezember 1803 das Gerichtswesen der beiden oberen Instanzen neu organisiert. Die Ämter blieben die erste Instanz der Rechtsprechung in Zivilsachen. Für das Fürstentum Starkenburg wurde das „Hofgericht Darmstadt“ als Gericht der zweiten Instanz für Zivilsachen eingerichtet. Zuständig war es erstinstanzlich auch für standesherrliche Familienrechtssachen und Strafsachen. Ihm übergeordnet war das Oberappellationsgericht Darmstadt.
Mit der Verwaltungsreform von 1821 wurden im Großherzogtum Hessen auch auf unterster Ebene Gerichte geschaffen, die von der Verwaltung unabhängig waren. Für Dornheim war nun das Landgericht Großgerau örtlich zuständig. Es wurde mit der Reichsjustizreform und Wirkung vom 1. Oktober 1879 vom Amtsgericht Groß-Gerau ersetzt.

### Verwaltungsgeschichte im Überblick
Die folgende Liste zeigt die Staaten und Verwaltungseinheiten, denen Dornheim angehört(e)::
- vor 1249: Heiliges Römisches Reich (reichsfreies Dorf)[9]
- ab 1249: Heiliges Römisches Reich, Grafschaft Katzenelnbogen, Obergrafschaft Katzenelnbogen, Amt Dornberg
- ab 1479: Heiliges Römisches Reich, Landgrafschaft Hessen (durch Erbfall), Obergrafschaft Katzenelnbogen, Amt Dornberg
- ab 1567: Heiliges Römisches Reich, Landgrafschaft Hessen-Darmstadt, Obergrafschaft Katzenelnbogen, Amt Dornberg
- ab 1803: Heiliges Römisches Reich, Landgrafschaft Hessen-Darmstadt, Fürstentum Starkenburg, Amt Dornberg
- ab 1806: Großherzogtum Hessen,[Anm. 2] Fürstentum Starkenburg, Amt Dornberg[19]
- ab 1815: Großherzogtum Hessen, Provinz Starkenburg, Amt Dornberg
- ab 1821: Großherzogtum Hessen, Provinz Starkenburg, Landratsbezirk Dornberg[Anm. 3]
- ab 1832: Großherzogtum Hessen, Provinz Starkenburg, Kreis Groß-Gerau
- ab 1848: Großherzogtum Hessen, Regierungsbezirk Darmstadt
- ab 1852: Großherzogtum Hessen, Provinz Starkenburg, Kreis Groß-Gerau
- ab 1871: Deutsches Reich, Großherzogtum Hessen, Provinz Starkenburg, Kreis Groß-Gerau
- ab 1918: Deutsches Reich,[Anm. 4] Volksstaat Hessen, Provinz Starkenburg, Kreis Groß-Gerau
- ab 1938: Deutsches Reich, Volksstaat Hessen, Landkreis Groß-Gerau[20][Anm. 5]
- ab 1945: Deutsches Reich, Amerikanische Besatzungszone,[Anm. 6] Groß-Hessen, Regierungsbezirk Darmstadt, Landkreis Groß-Gerau
- ab 1946: Deutsches Reich, Amerikanische Besatzungszone, Land Hessen, Regierungsbezirk Darmstadt, Landkreis Groß-Gerau
- ab 1949: Bundesrepublik Deutschland, Land Hessen, Regierungsbezirk Darmstadt, Landkreis Groß-Gerau
- ab 1977: Bundesrepublik Deutschland, Land Hessen, Regierungsbezirk Darmstadt, Kreis Groß-Gerau, Stadt Groß-Gerau[Anm. 7]

### Einwohnerentwicklung
| • 1629: | 121 Hausgesesse            |
| • 1806: | 836 Einwohner, 124 Häuser  |
| • 1829: | 932 Einwohner, 138 Häuser  |
| • 1867: | 1220 Einwohner, 185 Häuser |

| Dornheim: Einwohnerzahlen von 1791 bis 2020 | Dornheim: Einwohnerzahlen von 1791 bis 2020 | Dornheim: Einwohnerzahlen von 1791 bis 2020 | Dornheim: Einwohnerzahlen von 1791 bis 2020 | Dornheim: Einwohnerzahlen von 1791 bis 2020 |
| --- | ------------------------------------------- | ------------------------------------------- | ------------------------------------------- | ------------------------------------------- |
| Jahr |                                             |                                             |                                             | Einwohner                                   |
| 1791 | 1791                                        |                                             | 764                                         | 764                                         |
| 1800 | 1800                                        |                                             | 756                                         | 756                                         |
| 1806 | 1806                                        |                                             | 836                                         | 836                                         |
| 1829 | 1829                                        |                                             | 932                                         | 932                                         |
| 1834 | 1834                                        |                                             | 977                                         | 977                                         |
| 1840 | 1840                                        |                                             | 1.059                                       | 1.059                                       |
| 1846 | 1846                                        |                                             | 1.161                                       | 1.161                                       |
| 1852 | 1852                                        |                                             | 1.265                                       | 1.265                                       |
| 1858 | 1858                                        |                                             | 1.144                                       | 1.144                                       |
| 1864 | 1864                                        |                                             | 1.135                                       | 1.135                                       |
| 1871 | 1871                                        |                                             | 1.131                                       | 1.131                                       |
| 1875 | 1875                                        |                                             | 1.181                                       | 1.181                                       |
| 1885 | 1885                                        |                                             | 1.243                                       | 1.243                                       |
| 1895 | 1895                                        |                                             | 1.343                                       | 1.343                                       |
| 1905 | 1905                                        |                                             | 1.474                                       | 1.474                                       |
| 1910 | 1910                                        |                                             | 1.537                                       | 1.537                                       |
| 1925 | 1925                                        |                                             | 1.681                                       | 1.681                                       |
| 1939 | 1939                                        |                                             | 1.974                                       | 1.974                                       |
| 1946 | 1946                                        |                                             | 2.261                                       | 2.261                                       |
| 1950 | 1950                                        |                                             | 2.465                                       | 2.465                                       |
| 1956 | 1956                                        |                                             | 2.496                                       | 2.496                                       |
| 1961 | 1961                                        |                                             | 2.548                                       | 2.548                                       |
| 1967 | 1967                                        |                                             | 2.738                                       | 2.738                                       |
| 1970 | 1970                                        |                                             | 2.948                                       | 2.948                                       |
| 1980 | 1980                                        |                                             | ?                                           | ?                                           |
| 1990 | 1990                                        |                                             | ?                                           | ?                                           |
| 2000 | 2000                                        |                                             | ?                                           | ?                                           |
| 2011 | 2011                                        |                                             | 4.431                                       | 4.431                                       |
| 2015 | 2015                                        |                                             | 4.574                                       | 4.574                                       |
| 2020 | 2020                                        |                                             | 4.650                                       | 4.650                                       |
| Datenquelle: Historisches Gemeindeverzeichnis für Hessen: Die Bevölkerung der Gemeinden 1834 bis 1967. Wiesbaden: Hessisches Statistisches Landesamt, 1968. Weitere Quellen: LAGIS; 1791; 1800 ;Zensus 2011; nach 2011 Website Groß-Gerau (Webarchiv) |                                             |                                             |                                             |                                             |

### Religionszugehörigkeit
| • 1829: | 867 lutheranische (= 93,03 %), 7 mennonitische (= 0,75 %), 52 jüdische (= 5,79 %) und 5 katholische (= 0,54 %) Einwohner |
| • 1961: | 2107 (= 82,69 %) evangelische, 390 (= 15,31 %) römisch-katholische Einwohner                                             |

## Kultur und Sehenswürdigkeiten

### Regelmäßige Veranstaltungen
2016 nahm Dornheim wieder an der alle zwei Jahre stattfindenden Aktion „Der Kreis rollt“ teil. Die Fahrradroute verlief mitten durch den Ort, die B44 war für den Autoverkehr gesperrt. Viele Vereine und Institutionen beteiligten sich mit Ständen und Ausstellungen. Auch 2012 hatte Dornheim bereits teilgenommen.

### Vereine

Riedhalle Dornheim mit den „3 Grazien“ und dem Vereinsbaum

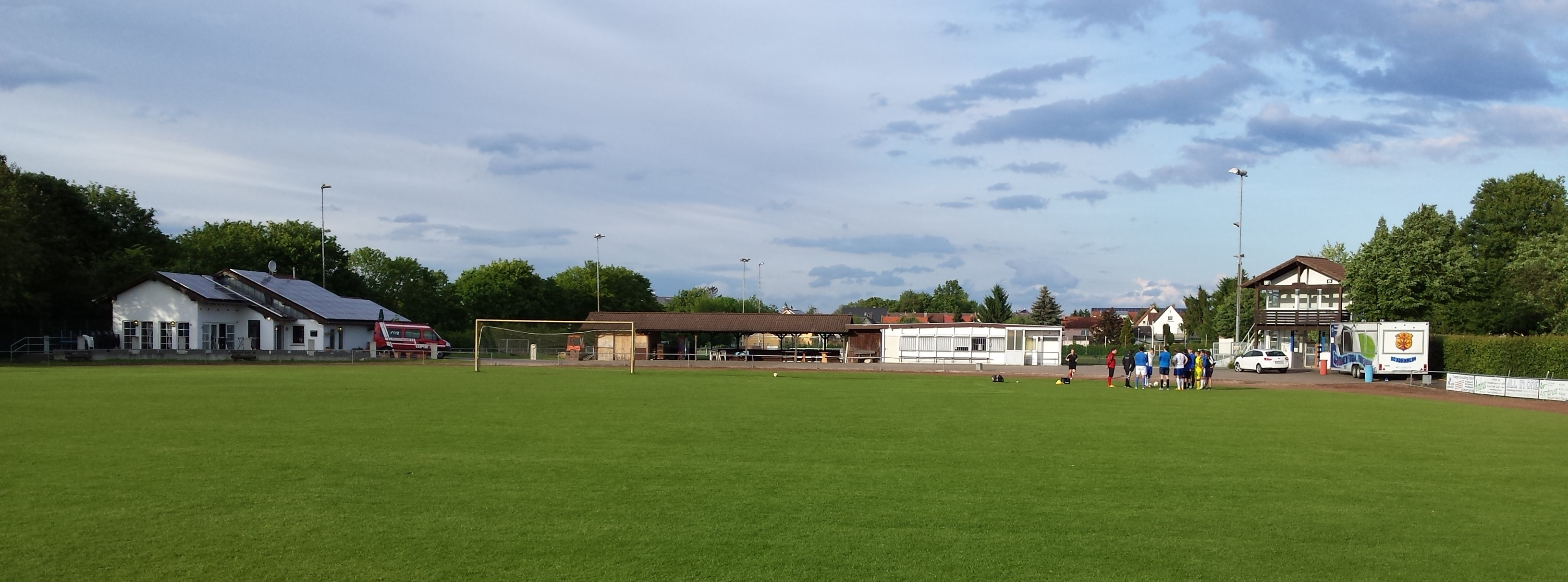
Riedsportfeld

- Der Jugendtreff Dornheim ist ein fester Bestandteil der kommunalen Jugendarbeit der Kreisstadt Groß-Gerau.
- Die Sportgemeinde Dornheim 1886 e. V. (SG Dornheim) ist eine bedeutende Institution des Ortes und bietet für Groß und Klein ein Betätigungsfeld in den Sportarten Badminton, Fußball, Handball, Tennis, Tischtennis, Turnen, Wandern, sowie in Tanz- und Wintersport. Die Fußballabteilung der SG Dornheim spielt in der Kreisliga A Groß-Gerau.
- Rad & Rollsportverein „Frisch Auf“ 1908 e. V. Radtourenfahren, Kunstradsport in der Dreifeldhalle in Dornheim.
- Dornheim hat einen eigenen DRK-Ortsverein, der 1930 als ASB Dornheim gegründet wurde. Die Mitglieder des Ortsvereins leisten ehrenamtliche Arbeit u. a. bei Blutspendeaktionen, Sanitätsdienst, Katastrophenschutz und Hausnotruf.
- Die denkmalgeschützte „Alte Schule“ im Zentrum des Ortes beherbergt heute mehrere Einrichtungen und Vereine wie z. B. das DRK Dornheim, den Jugendtreff, die Chorgemeinschaft, die Krabbelgruppe „Tausendfüßler“ und einen Weltladen.
- Die Riedhalle ist Treffpunkt für zahlreiche kulturelle Veranstaltungen, darunter Tanzkurse und Abschlussbälle, Karnevalssitzungen und Kerb, Bastelmärkte sowie Blutspendetermine.

## Verkehr

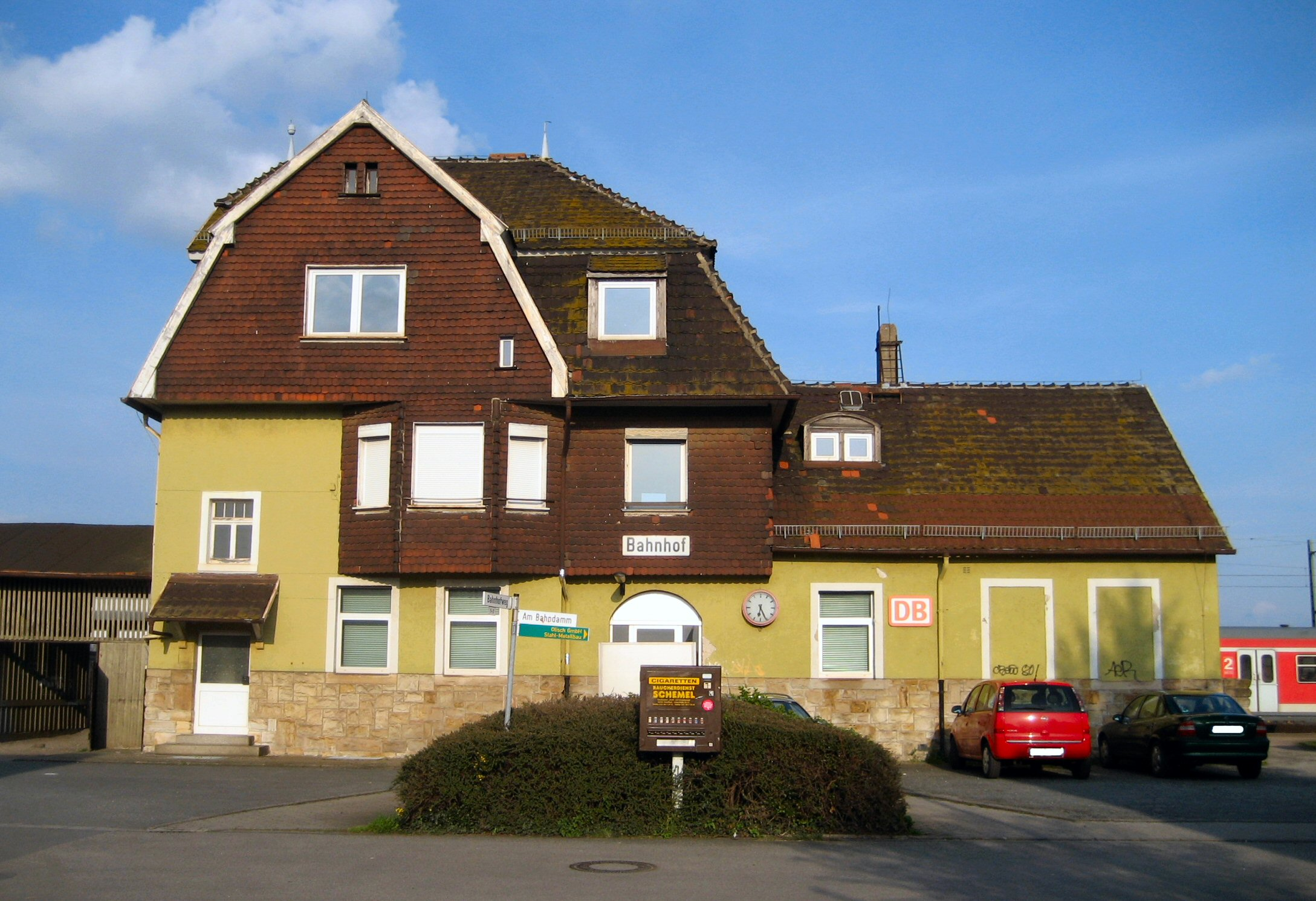
Denkmalgeschütztes Empfangsgebäude des Haltepunkts Groß Gerau-Dornheim

Dornheim liegt an der Bundesstraße 44 und ist im ÖPNV auch mit dem Bus zu erreichen.
Dornheim liegt weiter an der Bahnstrecke Mannheim–Frankfurt am Main („Riedbahn“). Es gibt hier den ehemaligen Bahnhof und heutigen Haltepunkt Groß Gerau-Dornheim. Dessen Empfangsgebäude ist ein Typenbau von 1905 in neobarocken Formen. Es ist ein Kulturdenkmal aufgrund des Hessischen Denkmalschutzgesetzes. Der Haltepunkt dient der S-Bahn-Linie S7 der S-Bahn Rhein-Main.
| Linie | Verlauf | Takt                                                         |
| ----- | --- | ------------------------------------------------------------ |
| S7    | Riedstadt-Goddelau – Riedstadt-Wolfskehlen – Groß Gerau-Dornheim – Groß Gerau-Dornberg – Mörfelden – Walldorf (Hess) – Zeppelinheim – Frankfurt am Main Stadion – Frankfurt-Niederrad – Frankfurt (Main) Hbf | 21/39 min (Riedstadt–Frankfurt) 30 min (Frankfurt–Riedstadt) |
| RE 70 | Main-Neckar-Ried-Express: Frankfurt (Main) Hbf – Frankfurt-Niederrad – Frankfurt am Main Stadion – Zeppelinheim – Walldorf (Hessen) – Mörfelden – Groß Gerau-Dornberg – Groß Gerau-Dornheim – Riedstadt-Wolfskehlen – Riedstadt-Goddelau – Stockstadt (Rhein) – Biebesheim – Gernsheim – Groß-Rohrheim – Biblis – Bobstadt – Bürstadt – Lampertheim – Mannheim-Waldhof – Mannheim-Luzenberg – Mannheim-Neckarstadt – Mannheim-Handelshafen – Mannheim Hbf Stand: Fahrplanwechsel Dezember 2021 | einzelne Züge                                                |

## Persönlichkeiten
Geboren in Dornheim
- Gustav Pfannmüller (1873–1953), Theologe und Bibliothekar
- Heiner Kappel (* 1938), Politiker, Landtagsabgeordneter von 1983 bis 1999

mit Dornheim verbunden
- Karl Heumann (1804–1876), Landtagsabgeordneter und 1850 bis 1876 Pfarrer in Dornheim
- Lothar Skala (1952–2008), ehem. Fußball-Bundesliga-Spieler (Kickers Offenbach, Eintracht Frankfurt), ehem. Jugendspieler der SG Dornheim 1886 e. V.
- Ralf Raps (* 1960), ehem. Fußball-Bundesliga-Spieler (Eintracht Frankfurt, Hannover 96), ehem. Jugendspieler der SG Dornheim 1886 e. V.
- Marcel Jüngling (* 1996), Kunstradsportler, RRV Dornheim, Vize-Europameister Junioren 2014, Vize-Europameister Elite, 2018, 2022, Vize-Weltmeister Elite 2019, 2022